# Otto Schubiger
Otto Schubiger, švicarski hokejist, * 6.  januar 1925, Švica, † 28. januar 2019, Baden, Švica. 
Schubiger je bil hokejist kluba Zürich SC Lions v švicarski ligi in švicarske reprezentance, s katero je nastopil na dveh olimpijskih igrah, kjer je osvojil eno bronasto medaljo, in več Svetovnih prvenstvih, na katerih je prav tako osvojil eno bronasto medaljo.